# Jet Protector JPX
Jet Protector JPX — пирожидкостный газовый пистолет, который разработала и выпускает швейцарская фирма "Piexon Ltd.", расположенная в кантоне Берн.

## История
Оружие было разработано на основе конструкции предшествующей модели (однозарядного газового пистолета Jet Protector JP-401) и представлено в мае 2007 года.
До конца октября 2008 года было выпущено и продано свыше 1000 шт. пистолетов этой модели, они были закуплены для полицейских структур ФРГ и Японии, частных охранных структур Швейцарии, а также предлагались в качестве гражданского оружия самообороны. Стоимость пистолета в стандартном варианте исполнения в это время составляла 300 евро (а варианта с лазерным целеуказателем - 400 евро).

## Описание
Устройство представляет собой пластмассовый двухствольный пистолет (чёрного, оранжевого или жёлтого цвета). Блок стволов надвигается на колодку спереди по V-образным направляющим и удерживается в боевом положении защёлкой. Ударно-спусковой механизм самовзводный, при выстреле из одного ствола ударник автоматически переводится на другой.
Прицельные приспособления открытого типа, нерегулируемые: целик с U-образной прорезью и мушка. 
Перед спусковой скобой установлена планка "пикатинни", которая позволяет установить тактический фонарь. 
Возможно дооборудование пистолета интегрированным лазерным целеуказателем.
Предохранитель отсутствует.

## Боеприпасы
В качестве боеприпаса используются аэрозольные баллончики 14х109 mm pxn, собранные в алюминиевой гильзе, ёмкость которой составляет 10 мл ирританта. Выпускается пять вариантов боеприпасов. 
- учебно-тренировочные "Standart", цвет маркировки голубой, содержимое: растворимый в воде пищевой краситель синего цвета. Дальность действия – 6,5 м[2]
- учебно-тренировочные "BLOWclean", цвет маркировки зелёный, содержимое: растворимый в воде пищевой краситель синего цвета.  Дальность действия – 6,5 м. При выстреле сопла контейнера самоочищаются[2]
- перцовый "Standart", цвет маркировки жёлтый, содержит заряд ирританта массой 9,4 грамм[1] (10% раствор экстракта кайенского перца в бензиловом спирте). Дальность действия – 6,5 м[2]. На дистанции 5 метров ирритант распределяется по окружности диаметром около 35 см[3]
- перцовый "BLOWclean". Дальность – 6,5 м. При выстреле сопла контейнера самоочищаются[2].
- "Tierabwehr", цвет маркировки чёрный, производится специально для рынка ФРГ, характеристики и содержимое – как в предыдущем снаряжении[2].

## Страны-эксплуатанты
- Австрия - продается в качестве гражданского оружия самообороны[2]
- Германия - сертифицирован 12 декабря 2007 года как средство защиты от животных[2], партия пистолетов закуплена для полицейских структур[1]
- Польша - разрешён в качестве гражданского оружия самообороны[3]
- Украина - в 2008 году разрешён в качестве гражданского оружия самообороны[2]
- Швейцария - сертифицирован в качестве гражданского оружия, используется частными охранными структурами[1]
- Япония - партия пистолетов закуплена для полицейских структур[1]